# Mines d'étain de la Villeder
Les mines d'étain de la Villeder, au nord de Vannes, dans le Morbihan, sont un gisement métallique qui fut exploité dans l'Antiquité puis au XIXe siècle. Située au Roc-Saint-André, la mine a employé jusqu'à 500 personnes.

## Localisation
Les mines sont situées au lieu-dit La Mine, dans la commune déléguée de Le Roc-Saint-André (commune de Val d'Oust), dans le département français du Morbihan.

## Histoire
Les mines d'étain de la Villeder paraissent avoir été exploitées dans une Antiquité très reculée, dès la première époque du bronze. Elles ont bénéficié d'une redécouverte en 1834, puis ont été reprises en 1856, date de l'institution de la concession. Mais les premiers travaux, faits à ciel ouvert, donnèrent de mauvais résultats et furent interrompus en 1863.
Ils reprendront plus tard et des dizaines de tonnes d’étain en seront extraites. À partir de 1880, l'exploitation a été organisée sérieusement et en profondeur. Les mineurs constatèrent d'abord que les parties superficielles du filon avaient été enlevées par les anciens puits, en profondeur. Ils se heurtèrent, vers une profondeur de 113 mètres, à une région stérile. La mine entra en liquidation en 1886, puis subit sa fermeture en 1904.

### Mine d'étain de la Villeder

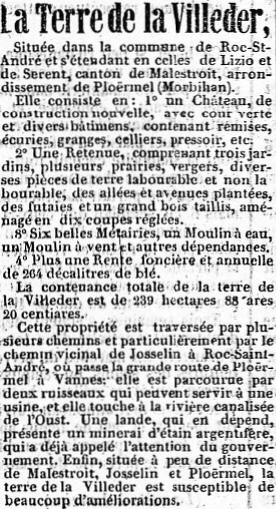
Annonce de la mise en vente de la propriété de la Villeder en 1843 (journal La Presse).

La mine d'étain de la Villeder est réouverte à partir de 1853. Elle avait déjà été exploitée du temps des Celtes et des Romains. Redécouvert en 1834, le gisement est d'abord exploité à ciel ouvert, en carrière, par la Compagnie minière du Morbihan. Le premier lingot d'étain provenant de la Villeder et fondu dans une fonderie française est offert au préfet du Morbihan le 14 mars 1860.

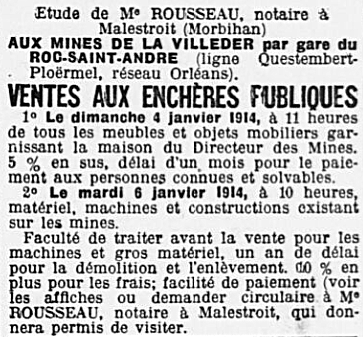
Annonce de mise en vente de biens de la mine d'étain de Villeder (journal L'Ouest-Éclair du 18 décembre 1913).

La "Société des Mines d'étain de Villeder", sise à Ploërmel, est constituée en novembre 1880 pour racheter les mines mises en vente en 1879 par la Compagnie minière du Morbihan à la suite de difficultés financières. Remises en vente en 1887, les mines de la Villeder sont rachetées en 1889 par un groupe financier parisien. En 1891 la revue "La Finance pratique" écrit que depuis 3 ans la Villeder « fait l'objet de travaux de recherches qui n'aboutissent à rien, qu'entretenir l'espérance. Un état-major assez complet, directeur, ingénieurs, est employé à surveiller les nombreux ouvriers sui passent leur temps à approfondir les parois de la mine. Plus ils creusent, plus ils trouvent la même chose : l'eau. S'il n'y a pas de minerai, il est incontestable qu'il existe des infiltrations, et qu'elles renaissent plus importantes chaque jour ». La "Compagnie des mines de la Villeder" est déclarée dissoute par le tribunal de la Seine le 30 juin 1892, les mines de la Villeder sont rachetées en 1889 par un groupe financier parisien. En 1891 la revue "La Finance pratique" écrit que depuis 3 ans la Villeder « fait l'objet de travaux de recherches qui n'aboutissent à rien, qu'entretenir l'espérance. Un état-major assez complet, directeur, ingénieurs, est employé à surveiller les nombreux ouvriers sui passent leur temps à approfondir les parois de la mine. Plus ils creusent, plus ils trouvent la même chose : l'eau. S'il n'y a pas de minerai, il est incontestable qu'il existe des infiltrations, et qu'elles renaissent plus importantes chaque jour ». La "Compagnie des mines de la Villeder" est déclarée dissoute par le tribunal de la Seine le 30 juin 1892.
La revue "L'Écho des mines et de la métallurgie" écrit en 1911 que « lors de la dernière reprise des travaux de la mine d'étain de la Villeder (..) on a fait venir à grands frais d'Allemagne un superbe atelier de préparation mécanique et on l'a installé luxueusement. Il a coûté si cher que la Société des Mines s'était ruinée avant d'avoir pu extraire la petite quantité de minerai nécessaire à la mise en marche de la laverie.
Un tonnage appréciable de minerai fut extrait de ces mines, les puits d'extraction ne dépassant pas toutefois 200 mètres de profondeur.
La demande de renonciation à la concession des mines d'étain et autres métaux associés de la Villeder, déposée en 1914 par son propriétaire d'alors, Charles-Bernard Brull, est acceptée par un décret du Président de la République en date du 27 décembre 1916. Cette concession, vaste initialement de 17 000 hectares, datait du 19 novembre 1856, mais avait déjà été réduite par un décret du 30 octobre 1913.
Une partie des bâtiments de la mine sont investis, en 1999, par le siège de la brasserie Lancelot.